# 幾谷正
幾谷 正（いくや ただし、1989年1月1日 - ）は日本の小説家。

## 人物
名古屋工業大学を卒業後、以前は機械設計の会社でメカトロエンジニアとして勤務していた。現在はWEBエンジニアをしている。
高校在学中の2005年、パソコンを与えられインターネットに出会ったことをきっかけに執筆活動を開始する。2011年に発表した「神童機操DT-O」で第1回講談社ラノベ文庫新人賞で優秀賞を獲得している。
原作者に不利益を与えているという考えから二次創作に対して批判的であり、その立場の小説家としてABEMA Primeに出演した。

## 主な作品
- 『神童機操DT-O』(Ph.01 -03) 講談社〈講談社ラノベ文庫〉、2011年 - 2012年。
- 『アーマードール・アライブ 死せる英雄と虚飾の悪魔』講談社〈講談社ラノベ文庫〉、2014年[7]。ISBN 978-4063753745